# Мунц, Дайана
Дайана Мунц (англ. Diana Munz; род. 19 июня 1982, Кливленд, Огайо) — американская пловчиха. Выступала в плавании вольным стилем на средних и длинных дистанциях (200, 400, 800, и 1500 метров).
Дебютировала в составе сборной страны в 1997 году на Тихоокеанских играх по плаванию и Чемпионате мира по водным видам спорта 1998 года. Она выиграла на Олимпийских играх две медали в 2000 году и одну медаль в 2004 году.
Сейчас она работает в институте спорта SPIRE Institute в Огайо.